# Індекс перспектив економічної складності
Індекс перспектив економічної складності (англ. Economic Complexity Outlook Index, COI) — це міра, скільки складних продуктів знаходиться поруч з поточним набором продуктивних можливостей країни.
Індекс ПЕС відображає легкість диверсифікації для країни, де високий показник відображає велику кількість сусідніх складних продуктів, які засновані на подібних можливостях або ноу-хау, що існують у поточному виробництві. Прогноз складності охоплює зв'язаність існуючих можливостей економіки, щоб полегшити (або посилити) диверсифікацію у відповідне складне виробництво, використовуючи простір продукту. Прогноз низької складності свідчить про те, що країна має небагато продуктів, розташованих на невеликій відстані, тому важко придбати нові ноу-хау та підвищити їх економічну складність.

## Визначення
Для визначення індексу ПЕС необхідно спочатку розрахувати відстань кожного продукту від наявного виробництва (від 0 до 1), а потім підсумувати «близькість», тобто 1 мінус відстань до продуктів, які країна зараз не виробляє, зважені на рівень складності цих продуктів.

## Обчислення
{\displaystyle {COI}_{c}=\sum _{p}{\left(1-d_{cp}\right)\left(1-M_{cp}\right){PCI}_{p}}}, де:
- {\displaystyle {PCI}} — індекс складності продукту p;
- {\displaystyle 1-M_{cp}} — гарантує, що розглядаються лише продукти, які країна зараз не виробляє;
- {\displaystyle 1-d_{cp}} — відстань кожного продукту від наявного виробництва.

## Економічне значення
Економічна складність — міра знань у суспільстві, як це виражається в продуктах, які вона робить. Економічна складність країни розраховується на підставі різноманітності країн-виробників експорту та їх повсюдності або кількості країн, здатних їх виготовляти. Вважається, що країни, здатні підтримувати різноманітне виробниче ноу-хау, включаючи складні, унікальні ноу-хау, зможуть виробляти велику різноманітність товарів, включаючи складні продукти, які можуть зробити лише деякі інші країни. Тож індекс ПЕС дозволяє порівнювати й аналізувати можливу потужність країн у виробництві нових товарів.